# Ingo Držečnik

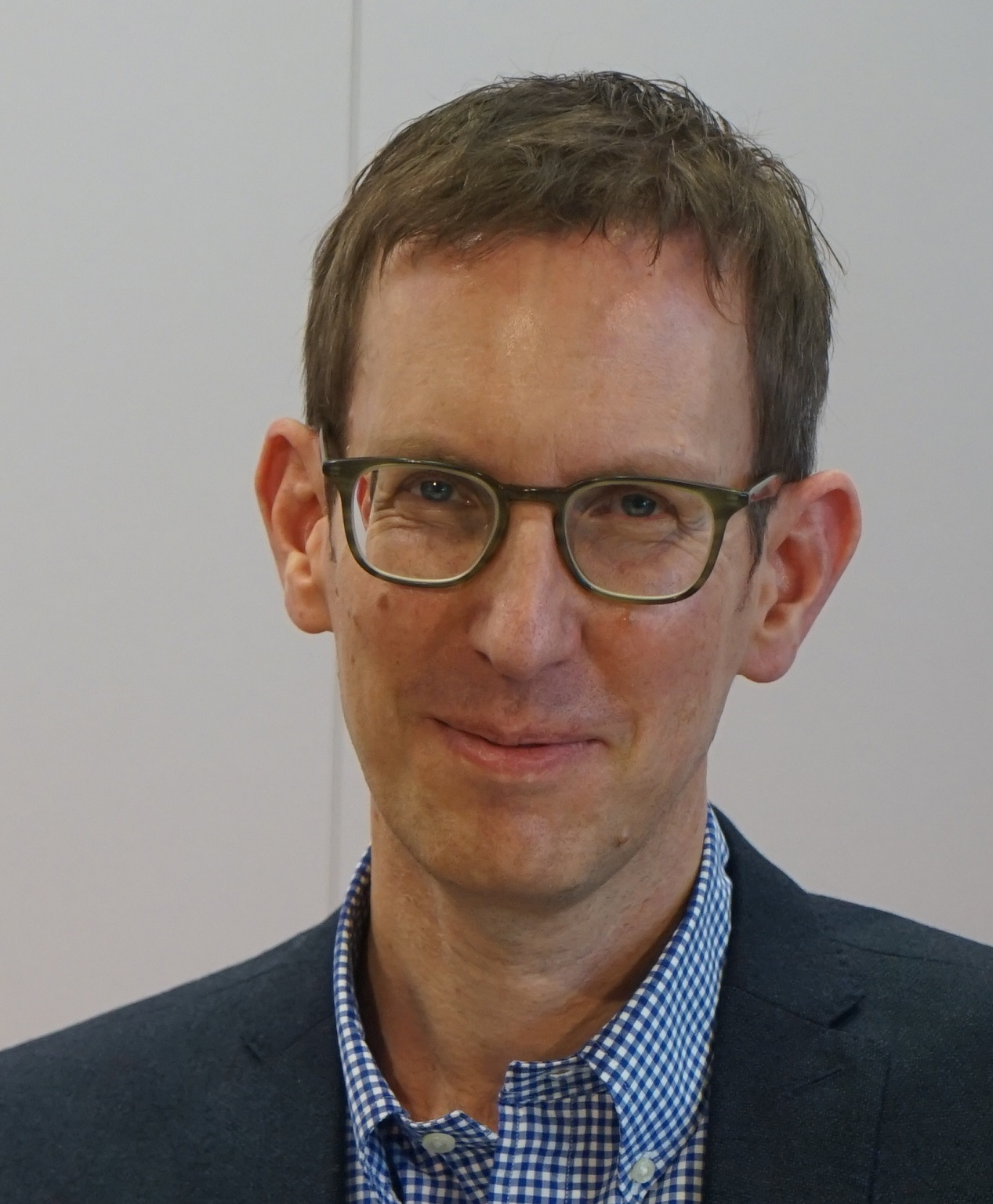
Ingo Držečnik, Frankfurter Buchmesse 2022

Ingo Držečnik (* 1971 in Bruchsal) ist ein deutscher Verleger in Berlin.

## Leben
Držečnik [drˈʒeːt͡ʃnik] besuchte das Theodor-Heuss-Gymnasium Heilbronn und studierte von 1991 bis 1998 Geschichte, Politikwissenschaften und Germanistik an der Ruprecht-Karls-Universität Heidelberg, wo er mit dem akademischen Grad eines Magister Artium (M. A.) abschloss. Eine besondere Prägung erfuhr er ab 1997 während seiner Mitarbeit an einem Projekt der Deutschen Forschungsgemeinschaft (DFG) zur Literatur der 1920er und 1930er Jahre am Lehrstuhl des Literaturwissenschaftlers Helmuth Kiesel. Im Zusammenhang mit Michael Rutschkys Heidelberger Poetikdozentur 1999 war er Stipendiat der Stadt-Heidelberg-Stiftung. Von 2000 bis 2001 war er Stipendiat der Landesgraduiertenförderung Baden-Württemberg.
Von 1994 bis zu ihrer vorläufigen Einstellung im Jahr 2000 war und seit Oktober 2024 ist Držečnik wieder Mitherausgeber der  Literaturzeitschrift metamorphosen. 1996 gründete er zusammen mit Roman Pliske den Elfenbein Verlag, dessen Sitz er 2001 nach Berlin verlegte und mit dem er die Publikation eines internationalen literarischen Programms von der Renaissance bis zur Gegenwart verfolgt. 2018 wurde der Elfenbein Verlag mit dem Hauptpreis der Kurt Wolff Stiftung geehrt, 2019, 2020 und 2022 mit dem Deutschen Verlagspreis sowie 2022 mit dem Berliner Verlagspreis. 2021 war Držečnik Mitglied der Jury für das Berliner Stipendienprogramm Torschreiber am Pariser Platz. 2022 erhielt er für seine Bemühungen um die griechische Literatur in den deutschsprachigen Ländern von der Griechischen Kulturstiftung die Auszeichnung eines „Professional Delegate“.
Ingo Držečnik ist verheiratet und hat zwei Kinder.

## Schriften
- Neues zur fränkisch-sächsischen Familie Bucher (Buchner). In: Familie und Geschichte, Band XI, 32. Jahrgang, Heft 1–2, Januar–Juni 2024, S. 385–418.
- Ein Verlag mit „Heidelberger Geist“. In: Heidelberg Alumni International (HAI), 2021, S. 19.
- Dankesrede anlässlich der Verleihung des Kurt-Wolff-Preises 2018. In: Börsenblatt (online), 21. März 2018.  sowie
- Ein Tanz zur Musik der Zeit. Anthony Powells zwölfbändiger Romanzyklus erstmals komplett auf Deutsch. In: 5plus, 8. Jg., Nr. 1 (2016), S. 45–47.
- metamorphosen. Das Comeback einer Zeitschrift. In: die horen, 58. Jg., Nr. 250 („Pressköter und Tintenstrolche!“ LiteraturZeitSchriften. Zusammengestellt von Sascha Feuchert und Jürgen Krätzer). Göttingen 2013, S. 162–166.
- Intellektuelle im ‚Dritten Reich‘. In: Jutta Schlich (Hrsg.): Intellektuelle im 20. Jahrhundert in Deutschland. Ein Forschungsreferat. Internationales Archiv für Sozialgeschichte der deutschen Literatur (IASL), 11. Sonderheft. Tübingen 2000, S. 247–277.
- Die nationalsozialistische Machtergreifung im Spiegel der zeitgenössischen deutschsprachigen Literatur der Jahre 1933–1934. Wissenschaftliche Arbeit zur Erlangung des akademischen Grades eines Magister Artium (M. A.). Heidelberg 1998.

## Belege
1. ↑  Vgl. Astrid Möslinger: Was sich mit Geschichte anfangen läßt. Magister haben auch außerhalb der Hochschule Chancen unterzukommen / Initiativen. SZ/HTZ-Serie: Beruf und Qualifikation nach der Schule (4). In: Schwetzinger Zeitung / Hockenheimer Tageszeitung, 4./5. Mai 1996, S. 55; Julian Reichelt: Frühstück mit der @Generation. In: Bild Rhein Neckar. 14. Juli 2000, S. 7.
2. ↑  Heidelberger Poetikdozentur 1999, abgerufen am 24. Juni 2022.
3. ↑  Elfenbein Verlag – Verlagsgeschichte, abgerufen am 24. Juni 2022.
4. ↑  Kurt-Wolff-Preis an Elfenbein Verlag, abgerufen am 24. Juni 2022.
5. ↑  Torschreiber*in am Pariser Platz, abgerufen am 24. Juni 2022.
6. ↑  „Η αναγνώριση απονέμεται στον Ingo Držečnik για την συνεισφορά του στην προώθηση & καλλιέργεια του Ελληνικού Πολιτισμού“, Hellenic Foundation for Culture Delegate Awards, abgerufen am 24. Juni 2022.

| Personendaten    | Personendaten      |
| ---------------- | ------------------ |
| NAME             | Držečnik, Ingo     |
| KURZBESCHREIBUNG | deutscher Verleger |
| GEBURTSDATUM     | 8. April 1971      |
| GEBURTSORT       | Bruchsal           |